# 塞氏刺鰍
塞氏刺鰍為輻鰭魚綱合鰓目刺鰍亞目刺鰍科的其中一種，分布於非洲喀麥隆Sanaga流域，體長可達22.5公分，棲息在水淺的沙底質水域，屬肉食性，可做為食用魚。